# Каламар (видавництво)
Каламар — українське книжкове видавництво, засноване 2015 року Ольгою Попович. Видавництво спеціалізується на дитячій літературі з фокусом на розвиток особистості та відповідального батьківства. До переліку видань входить українська та зарубіжна дитяча література, ексклюзивні факсимільні та подарункові видання.

## Історія
Видавництво “Каламар” було засноване у 2015 році Ольгою Попович. Першою книжкою стала «Історія Біблії, Старого і Нового Заповіту». Автором проекту і упорядником стала Валентина Бочковська, Директорка Музею книги і друкарства України У 2019 році книжки “Монстрик і його кольори” (Анни Льєнас), “Велика книжка Суперсил” та “Це ж не Джунгл”і (Сусанни Ісерн), а також “Новорічні канікули” (Інни Руда) були найбільш продаваними в асортименті продукції видавництва

## Видання
Видавництво Каламар спеціалізується на виданнях для малюків та підлітків, і охоплюють тематику екології та емоційного інтелекту.
Видання про емоційний інтелект представлені серією книг каталонської письменниці Анни Льєнас про Монстрика, що перекладена на 16 мов, а також  дві книги іспанської авторки Сусанни Ісерн з ілюстраціями Росіо Бонілли. Переклад книг здійснила Ярослав Стріха.
Екологічна тематика представлена виданням британської авторки Джес Френч “Як допомогти їжачкові та захистити полярного ведмедя”, що містить понад 70 порад з допомоги навколишньому середовищу.
Серед інших видань для дітей - дилогія книг Роланда Сміта: “Пік” та “Межа”, книги, Галини Малик’ "Вуйко Йой і Лишиня", «Їде грудень на коні», казки Ганса Крістіана Андерсена  у перекладі Галини Кирпи та інші.

## Участь у заходах
Видавництво Каламар регулярно бере участь у різноманітних культурних та соціальних подіях: Кураж Базар, Книжковий Арсенал, Форум видавців, а також міжнародних ярмарках: Паризькому салоні, Вільнюському книжковому ярмарку, Болонському книжковому ярмарку, Лондонському книжковому ярмарку, Франкфуртському книжковому ярмарку.

## Нагороди
- Нагорода «Топ БараБуки» (2018) в номінації “Перша книга малюка” - книжка-вімельбух «Новорічні канікули» Інни Рудої[22][23][24]
- Нагорода Форуму видавців - найкраща книга у категорії “Література для дітей віком від 10 до 12 років” - "Вуйко Йой і Лишиня" Галини Малик[25].
- Спеціальну нагороду від директорки Форуму видавців отримала книга “Дюймовочка” Ганса Християна Андерсена, з ілюстраціями Грасі Олійко[26]